# Rondo (drogownictwo)

Rondo z drogowym ruchem prawostronnym zorganizowanym tak, że kierujący znajdujący się już na skrzyżowaniu ma pierwszeństwo przejazdu przed tymi, którzy na to skrzyżowanie zamierzają wjechać

Rondo z drogowym ruchem lewostronnym zorganizowanym tak, że kierujący znajdujący się już na skrzyżowaniu ma pierwszeństwo przejazdu przed tymi, którzy na to skrzyżowanie zamierzają wjechać

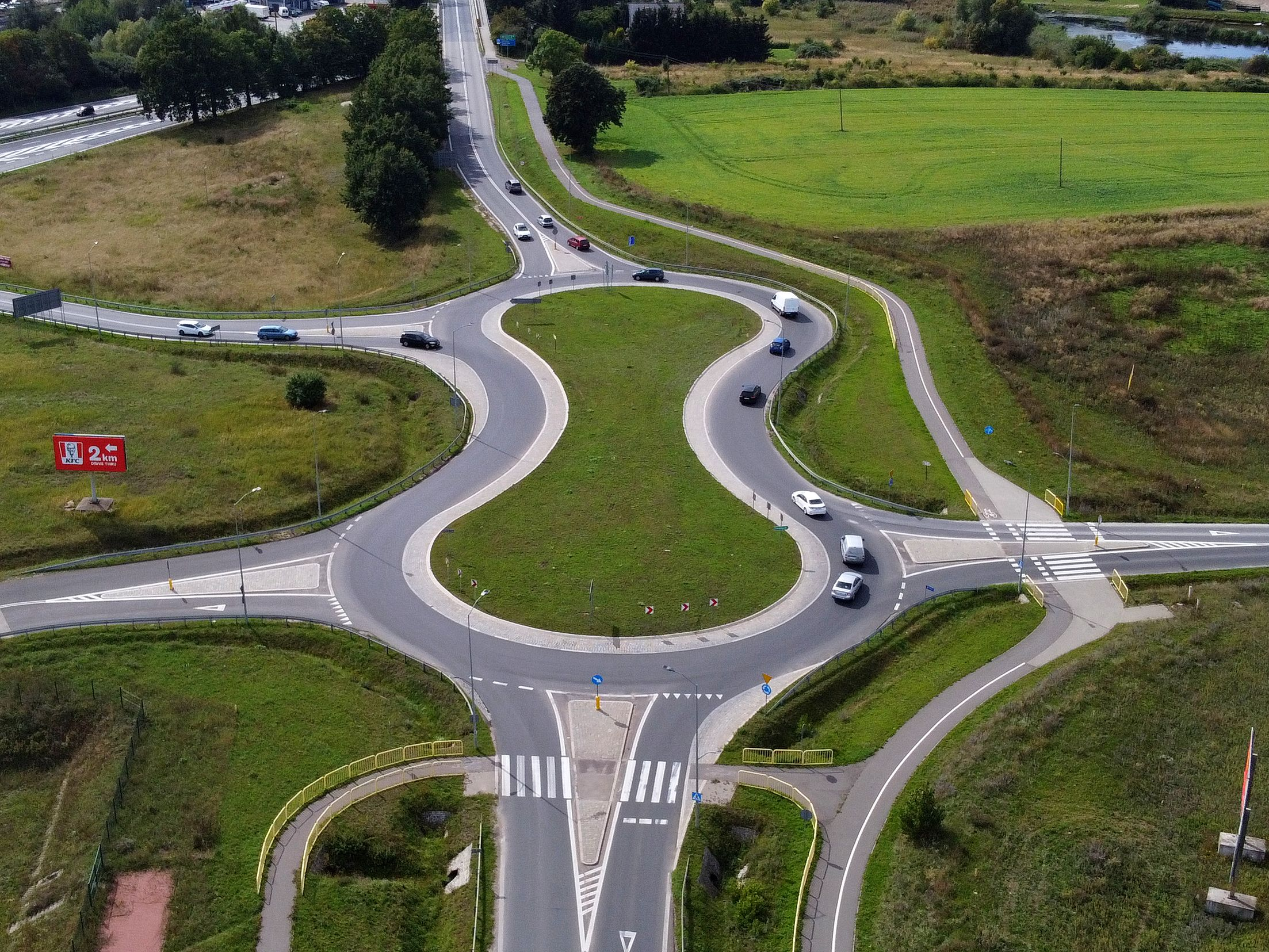
Rondo o nietypowym kształcie w Kołbaskowie

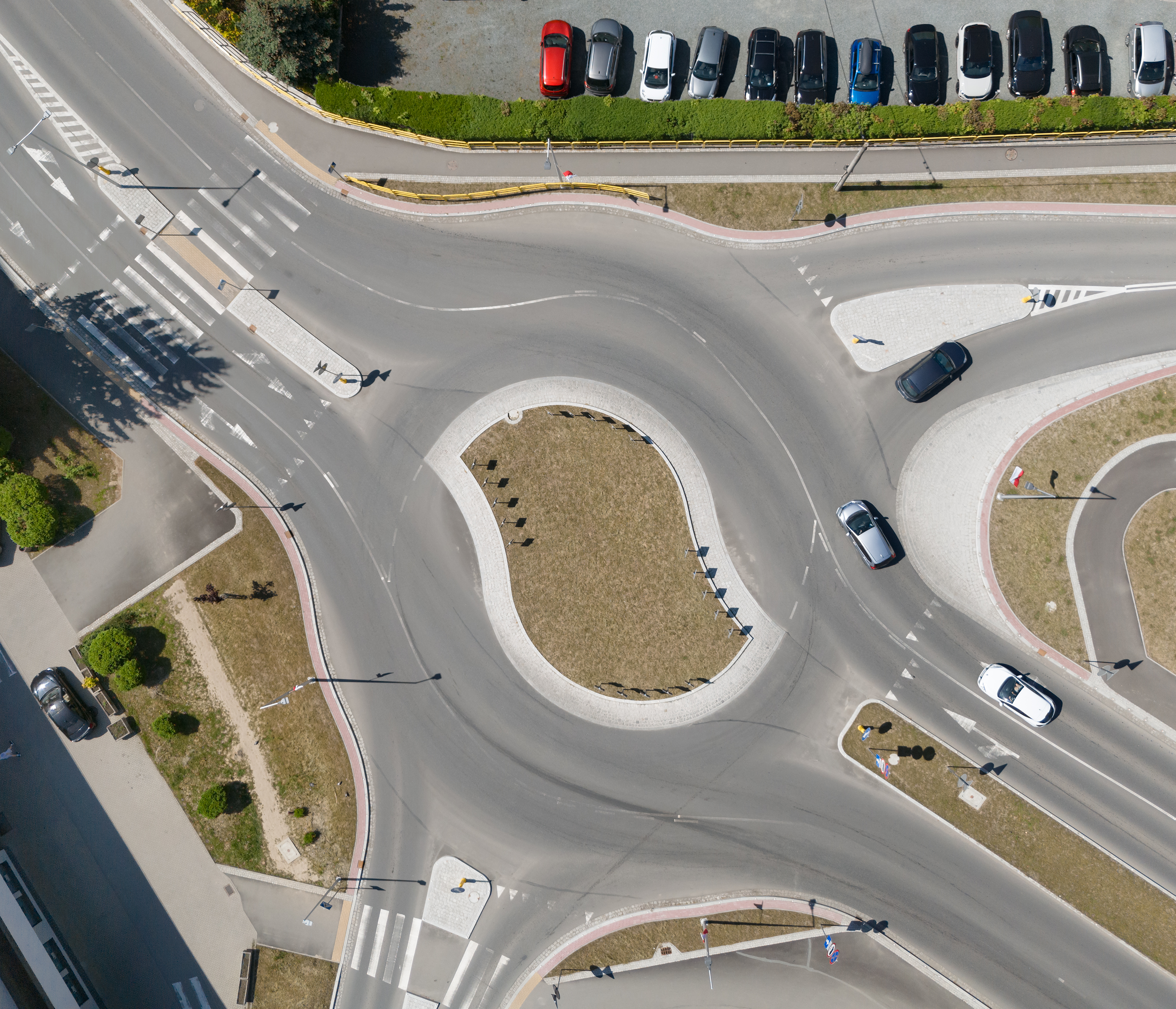
Rondo turbinowe w Kłodzku

Rondo – jednopoziomowe skrzyżowanie dróg, na którym ruch odbywa się w jedną stronę dookoła wyspy lub placu.
Ruch wokół wyspy centralnej, zwanej też środkową, odbywa się przeciwnie do kierunku ruchu wskazówek zegara w krajach z ruchem prawostronnym, zgodnie zaś z kierunkiem ruchu wskazówek zegara w krajach z ruchem lewostronnym. Przepisy ruchu drogowego danego kraju mogą traktować rondo jako jedno skrzyżowanie lub zespół kilku skrzyżowań. Ronda swoją konstrukcją ograniczają do niezbędnego minimum przeplatanie strumieni ruchu i wymuszają ograniczenie prędkości, czym zapewniają kierującym lepszą widoczność innych uczestników ruchu (w ruchu prawostronnym: pojazdów nadjeżdżających z lewej strony) i wydatnie podnoszą poziom bezpieczeństwa.
Pasy ruchu na rondach mogą biec okrężnie wokół całej wyspy lub tylko wokół jej części jako przedłużenie pasów ruchu na jezdniach dochodzących do ronda. Szczególnym rodzajem ronda jest rondo turbinowe, na którym kierujący od momentu wjazdu na rondo prowadzeni są jednym pasem ruchu w sposób bezkolizyjny do odpowiedniego zjazdu, zależnie od pasa zajętego przed wjazdem na rondo. Niekiedy w celu upłynnienia ruchu stosuje się pozwalające na ominięcie ronda łącznice (do skręcania w prawo przy ruchu prawostronnym), a na dużych skrzyżowaniach także estakady lub tunele.
Wyróżnia się także tzw. magiczne ronda, określane również jako skrzyżowania pierścieniowe. Jest to rodzaj skrzyżowania, w ramach którego zawierają się tzw. mini-ronda, spotykające się z drogami wjazdowymi. Jedno z magicznych rond znajduje się w Swindon w Wielkiej Brytanii.
Rondo może posiadać drogę biegnącą w poprzek wyspy centralnej. Na małych obiektach pozwala ona na pokonanie ich przez autobusy i samochody ciężarowe, które inaczej ze względu na swoje gabaryty miałyby z tym problemy. Na większych może ona istnieć w celu umożliwienia przejazdu pojazdom przewożącym ładunki ponadgabarytowe (ponadnormatywne) – normalnie jest zamknięta, a otwierana tylko na czas przemieszczania się konwoju z takim ładunkiem. Na najmniejszych rondach (tak zwanych minirondach) konstrukcja wyspy centralnej może pozwalać na najeżdżanie na nią przez większe pojazdy (na przykład może ona być jedynie wymalowana na tarczy skrzyżowania).
Na świecie z ogromnej liczby rond (ponad 200) słynie portugalskie miasto Viseu.

## W Polsce

Znak drogowy C-12

Znak drogowy A-8

Polskie przepisy ruchu drogowego (ustawa Prawo o ruchu drogowym i wydane na jej podstawie akty wykonawcze) nie posługują się pojęciem ronda. Zamiast tego wprowadzają znak drogowy C-12 ruch okrężny. Zgodnie z treścią Rozporządzenia MI i MSWiA w sprawie znaków i sygnałów drogowych oznacza on, że na skrzyżowaniu ruch odbywa się dookoła wyspy lub placu w kierunku wskazanym na znaku. Tym samym polski kodeks drogowy wymusza traktowanie oznakowanego w ten sposób ronda jako jedno skrzyżowanie, a nie zespół wielu skrzyżowań, jak jest na przykład w Niemczech. Istnieje także znak drogowy A-8 skrzyżowanie o ruchu okrężnym, ostrzegający o skrzyżowaniu opisanego rodzaju.
Zgodnie z Rozporządzeniem MI w sprawie szczegółowych warunków technicznych dla znaków i sygnałów drogowych oraz urządzeń bezpieczeństwa ruchu drogowego i warunków ich umieszczania na drogach, znak drogowy C-12 ruch okrężny na drogach publicznych stosuje się zazwyczaj w połączeniu ze znakiem A-7 ustąp pierwszeństwa przejazdu. Takie połączenie znaków drogowych w myśl Rozporządzenia w sprawie znaków i sygnałów drogowych oznacza, że kierujący znajdujący się już na skrzyżowaniu ma pierwszeństwo przejazdu przed tymi, którzy na to skrzyżowanie zamierzają wjechać. Jednak w sytuacji, gdy przed wjazdem na oznakowane w ten sposób rondo znajduje się wyłącznie znak C-12, bez znaku A-7 (na przykład na drodze niepublicznej, albo na błędnie oznakowanej drodze publicznej), obowiązuje zasada pierwszeństwa przejazdu pojazdu nadjeżdżającego z prawej strony, a także pojazdu nadjeżdżającego z przeciwka w przypadku skręcania w lewo, co oznacza, że kierowca pojazdu jadącego po rondzie ma obowiązek ustąpienia pierwszeństwa kierowcy pojazdu, który chce na nie wjechać.
Według Rozporządzenia w sprawie szczegółowych warunków technicznych… znaku C-12 nie umieszcza się przed skrzyżowaniami z ruchem dookoła wyspy, przez które przebiega odcinek jezdni przecinający wyspę centralną oraz w przypadku, gdy chce się przyznać pierwszeństwo przejazdu jednej z krzyżujących się dróg. Takie skrzyżowanie nie jest zatem skrzyżowaniem o ruchu okrężnym, i nie dotyczą go pewne szczególne przepisy ruchu drogowego. Dla przykładu, na skrzyżowaniu o ruchu okrężnym w myśl ustawy Prawo o ruchu drogowym dopuszczone jest wyprzedzanie pojazdów silnikowych, a w myśl Rozporządzenia w sprawie znaków i sygnałów drogowych kierujący pojazdem szynowym przy zjeżdżaniu z takiego skrzyżowania, w sytuacji, gdy ruch na nim jest kierowany na przykład sygnalizacją świetlną, nie ma obowiązku bezwzględnego ustąpienia pierwszeństwa uczestnikom ruchu poruszającym się na wprost (oczywiście taki obowiązek mogą na niego nakładać znaki drogowe bądź nadawane sygnały), do czego byłby zobowiązany na normalnym skrzyżowaniu z ruchem kierowanym.
Może także istnieć sytuacja, gdy typowe rondo na wlotach wyposażone jest w znaki C-1 nakaz jazdy w prawo przed znakiem lub C-2 nakaz jazdy w prawo za znakiem, w połączeniu ze znakami A-7 ustąp pierwszeństwa przejazdu bądź B-20 stop lub bez nich. W takiej sytuacji traktuje się je nie jako skrzyżowanie, a jako drogę, która tworzy skrzyżowania z każdym ze swoich wlotów. Takie ronda są jednak bardzo rzadko spotykane (przykładem jest plac Powstańców Śląskich we Wrocławiu).

### Sygnalizowanie zmiany kierunku jazdy
Ze względu na brak szczegółowych przepisów dotyczących poruszania się po skrzyżowaniach o ruchu okrężnym i innych rondach w polskim kodeksie drogowym i fakt, że różnią się one znacznie od typowych skrzyżowań dróg, polscy kierowcy często różnie interpretują, jak należy po nich się poruszać (szczególnie w przypadku, gdy rondo wyposażone jest w wiele pasów ruchu) i jak należy korzystać z kierunkowskazów. Ustawa Prawo o ruchu drogowym zobowiązuje kierujących pojazdami do sygnalizowania zamiaru zmiany kierunku jazdy zawczasu i wyraźnie oraz do zaprzestania sygnalizowania niezwłocznie po wykonaniu manewru.
Ponieważ całe skrzyżowanie o ruchu okrężnym stanowi jedno skrzyżowanie (jezdnia ronda nie jest samodzielną drogą), a kierunek jazdy utożsamiany jest z drogą, po której porusza się pojazd, a tym samym za manewr zmiany kierunku jazdy uważany jest cały przejazd przez rondo, można dojść do wniosku, że już przed wjazdem na takie skrzyżowanie należy włączyć kierunkowskaz zgodny z kierunkiem, w którym kierowca zamierza z niego zjechać, i wyłączyć go po zjechaniu z ronda. W praktyce jednak w przypadku większości rond taki sposób sygnalizowania wprowadzałby kierowców w błąd, bo wśród kierowców przyjęty jest zwyczaj sygnalizowania samego zjeżdżania z ronda (także ze skrzyżowania o ruchu okrężnym) poprzez włączenie prawego kierunkowskazu przed wykonaniem tej czynności. Poprawia to płynność ruchu – kierowca chcący wjechać na rondo kolejnym wlotem wie, że pojazd znajdujący się przed poprzednim wlotem będzie nim je opuszczać, i że sam może bezpiecznie włączyć się do ruchu okrężnego. Dotyczy to w szczególności przypadków, gdy zjazd z ronda wiąże się z fizycznym skręceniem pojazdu w prawo.
Należy tutaj zauważyć, że przepisy ruchu drogowego zobowiązują kierujących do sygnalizowania wykonywanego manewru, ale nie określają sposobu, w jaki kierowcy powinni to robić. W praktyce poza sygnalizowaniem zjeżdżania z ronda prawym kierunkowskazem wielu kierowców sygnalizuje kierunek, w jakim zamierza z ronda zjechać już przed wjechaniem na nie. Samo włączanie prawego kierunkowskazu przed zjechaniem z ronda można argumentować tym, że zjazd z ronda stanowi zmianę pasa ruchu (z pasa ruchu na rondzie na pas ruchu na jezdni, na którą kierowca zjeżdża), jednak kwestią sporną jest tu to, czy zjeżdżanie na pas biegnący prostopadle do pasa, którym jechało się dotychczas, można uznać za manewr zmiany pasa ruchu. Ponadto takie uzasadnienie traci sens w przypadku, gdy zgodnie z oznakowaniem poziomym pas ruchu, którym kierowca poruszał się po rondzie, przechodzi bezpośrednio w pas ruchu na wychodzącej z ronda jezdni (na przykład na rondzie turbinowym).
Szczególne wątpliwości budzą kwestie korzystania z kierunkowskazów na skrzyżowaniach o ruchu okrężnym z ruchem kierowanym (na przykład sygnalizacją świetlną) oraz na rondach o niestandardowym układzie – przykładowo na rondach turbinowych oraz na rondach, na których przeciwległe wloty i wyloty znajdują się w jednej linii z jezdnią ronda i przejazd przez rondo na wprost odbywa się praktycznie bez fizycznej zmiany kierunku poruszania się pojazdu. To ostatnie dotyczy szczególnie skrzyżowań będących w rzeczywistości adaptowanymi na rondo bez zaawansowanej przebudowy zwykłymi skrzyżowaniami o dużej powierzchni.